# デザインナンバープレート

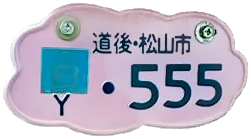
愛媛県松山市で採用された雲形プレート

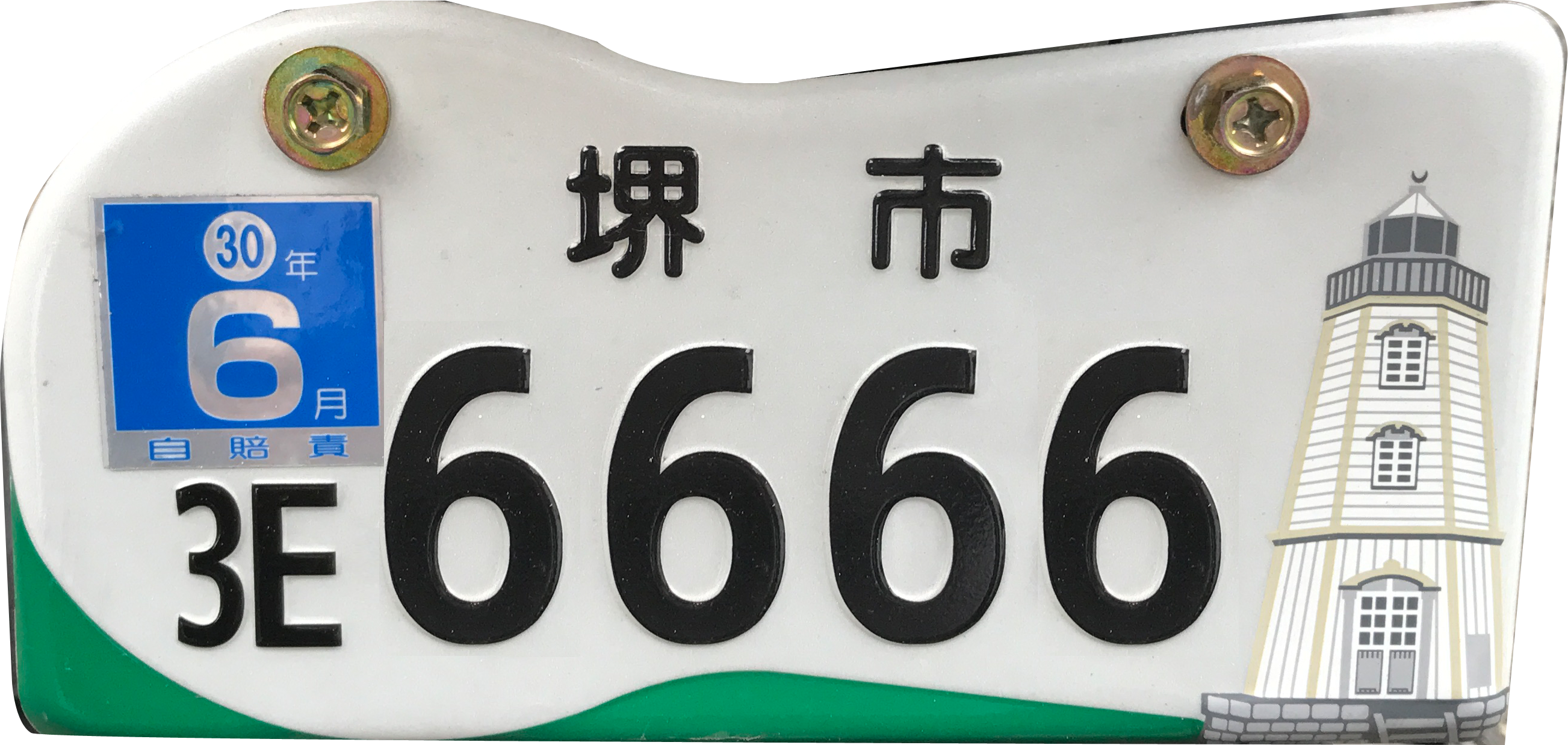
大阪府堺市の前方後円墳型ナンバープレート現存する木造洋式燈台として最も古い旧堺燈台のイラストが右側にデザインされている。

デザインナンバープレートとは、交付者が形状をデザインしたり、イラストなどの図案を描いて装飾を施したナンバープレートである。本項では日本のナンバープレートにおけるデザインナンバープレートについて述べる。

## 概要

### 地方自治体が交付するもの
日本においては、一部の市区町村が原動機付自転車および小型特殊自動車向けのデザインナンバープレートを交付している。「オリジナルナンバープレート」「図柄入りナンバープレート」などと呼ばれる。また、各地で異なるデザインであることから「ご当地ナンバープレート」と呼ばれることもあるが、ご当地ナンバーとは意味が異なる。
多くの市区町村が交付するナンバープレートの標準的なデザインは総務省（旧・自治省）通達に基づいている。しかし通達に法的拘束力はなく、実際は各市区町村が条例を制定してデザインを決定することになっているため、市区町村によっては安全性や色を標準的なデザインと同等とした独自デザインを導入している自治体もあり、デザインを工夫することで観光振興や名物の知名度向上を図っている。形状を工夫するものと、形状は標準的な長方形または長方形の上辺の角が欠けた六角形で地域独自のデザインをあしらったものがある。また、千葉県船橋市のように複数のデザインを払い出している自治体もある。
2007年に愛媛県松山市が雲型のナンバープレートを導入したのに続いて、他の市区町村にも広がっている。静岡県と山梨県の富士山周辺の市町村では越県ご当地ナンバーである富士山ナンバー導入と同時に、富士山型のデザインナンバープレートを導入した。
財団法人日本経済研究所では、日本全国の全ての市区町村に「ご当地プレート」（デザインナンバープレート）が広がることを目的としたウェブサイトを開設し、普及状況の調査を行っている。

### 運輸支局が交付するもの
国が自動車・オートバイに交付するナンバープレートでも、図柄入りのデザインナンバープレート（形状は標準のものと同じ）を希望者に交付している。事業用は緑縁が付き軽自動車は黄色の縁が付く(2020年のオリパラナンバー・2019ラグビーワールドカップナンバー)は普通車と同じデザイン
国土交通省の運輸支局が交付するデザインナンバープレートには、ラグビーワールドカップ2019（2017年4月から2019年11月まで受付交付）、2020年東京オリンピック・パラリンピック（2017年10月から2021年9月まで受付交付）、2025年大阪・関西万博（2022年10月から2025年12月まで受付交付予定）といった日本が会場となる国際的なイベントを記念するものがある。これらの記念デザインナンバープレートにはエンブレムのみ入ったものと図柄入りのものがあり、図柄入りナンバープレートの交付を受けるには1,000円以上の寄付金が必要となり、寄付金は大会での輸送サービスや交通バリアフリーなどの支援に充てられる。
2018年（平成30年）10月1日からは、各地の運輸支局でも「地方版図柄入りナンバープレート」の交付を開始した。図柄のデザインには地域の風景や観光資源などを用いて、地域の魅力を全国に発信することを目的としている。図柄入りナンバープレートの交付を受ける際に必要な寄付金は、導入地域の交通改善や観光振興などに充てられる。同日から第1弾として全国41地域で交付を開始、2020年（令和2年）5月11日からは第2弾として17地域で公布を開始した。
2022年(令和4年)4月からは新たに「全国版図柄入りナンバープレート」の交付を開始した（2027年4月まで受付交付予定）。地方版図柄入りナンバープレートを導入している地域を含め全国すべての地域で交付を受けることができる。

## 導入運輸支局
- 第1弾・41地域（2018年10月1日交付開始）[5]
各地のデザインについては、国土交通省「地方版図柄入りナンバープレートデザイン」を参照。
  - 東北運輸局管内：盛岡、岩手、平泉、仙台、山形、庄内
  - 関東運輸局管内：土浦、つくば、前橋、越谷、成田、柏、世田谷、杉並、富士山（山梨）　　　　　　　　　　　　　　　　
  - 北陸信越運輸局管内：新潟、長岡、富山、金沢、石川
  - 中部運輸局管内：福井、富士山（静岡）、豊田、春日井
  - 近畿運輸局管内：滋賀、京都、奈良
  - 中国運輸局管内：鳥取、福山、下関、山口
  - 四国運輸局管内：徳島、香川、愛媛、高知
  - 九州運輸局管内：長崎、佐世保、熊本、大分、宮崎、鹿児島
- 第2弾・17地域（2020年5月11日交付開始）[5]
各地のデザインについては、国土交通省「新たな地域名表示の地方版図柄入りナンバープレートデザイン」を参照。
  - 北海道運輸局管内：知床、苫小牧
  - 東北運輸局管内：弘前、白河
  - 関東運輸局管内：松戸、市川、船橋、市原、江東、葛飾、板橋
  - 北陸信越運輸局管内：上越　　　　　　　　　　　　　　　　　　
  - 中部運輸局管内：伊勢志摩、四日市
  - 近畿運輸局管内：飛鳥
  - 中国運輸局管内：出雲
  - 四国運輸局管内：高松

## 導入自治体
原動機付自転車などが取り付ける標識（ナンバープレート）には以下の5種がある。特記ない場合、5種すべてがご当地ナンバーの対象となる。
- 白色板（第一種原動機付自転車）
- 黄色板（第二種原動機付自転車乙）
- 桃色板（第二種原動機付自転車甲）
- 緑色板（小型特殊自動車）
- 水色板（ミニカー）

| 交付元自治体 | 交付開始日                  | デザイン・備考 | 出典          |
| --- | --------------------------- | --- | ------------- |
| 愛媛県松山市 | 2007年7月2日                | 同市が舞台となった小説『坂の上の雲』をイメージした雲型のデザイン。市名表記は「道後・松山市」になっている（道後温泉が由来）。 | [ 7 ]         |
| 茨城県つくば市                                                                                                  | 2007年（月日不明）          | 筑波研究学園都市を抱える国際都市という観点から、それまでの一般的なデザインの下部にローマ字表記"TSUKUBA"が追加された。 現在のデザインナンバープレートの中では比較的おとなしいデザインとされる。 | [ 8 ]         |
| 長野県上田市 | 2008年8月20日               | 同市を拠点とした真田氏の家紋である六文銭と上田城をイメージしたデザイン。市名表記は「信州上田市」（「信州」の部分が小さい）。緑色・水色板は対象外。 | [ 9 ]         |
| 宮城県登米市 | 2008年10月1日               | 同市の米作りが盛んであることから、米をイメージしたデザイン。 市名表記は「水の里・登米市」（「水の里・」の部分が小さい）。交付に先立ち希望番号を募集した。 | [ 10 ]        |
| 静岡県富士市 富士宮市 御殿場市 裾野市 小山町 山梨県富士吉田市 富士河口湖町 西桂町 忍野村 山中湖村 道志村 鳴沢村 | 2008年11月4日               | 富士山型。プレートの上部は雲のような形になっている。自動車の「富士山ナンバー」交付開始に合わせて交付された。 | [ 11 ]        |
| 山形県東根市 | 2009年2月1日                | 同市の名産であるさくらんぼの絵がデザインされている。 白色板は色の濃い2粒、それ以外の4種は3粒。市制施行50周年を記念しての導入。 | [ 12 ]        |
| 山形県天童市 | 2009年7月13日               | 同市の名産である将棋の駒をイメージした形のデザイン。市名表示の左に「左馬」の絵がある。 | [ 13 ]        |
| 長野県喬木村 | 2009年10月1日               | 同村の木であるイチョウの葉がデザインされている。村発足135周年記念事業の一環として導入。緑色・水色板は対象外。 | [ 14 ]        |
| 広島県尾道市 | 2009年11月2日               | 瀬戸内海に浮かぶ船に波をアレンジしたデザイン。通常の市名表示のほか、波の部分に「ONOMICHI」と表示されている。 緑色・水色板は対象外。交付に先立ち希望番号を募集した。 | [ 15 ]        |
| 大阪府箕面市 | 2010年4月1日                | 箕面滝を模した形で紅葉がデザインされている。交付初日のみ希望番号が払い出された。 | [ 16 ]        |
| 東京都調布市 | 2010年7月12日               | 同市在住の漫画家水木しげるの『ゲゲゲの鬼太郎』の絵がデザインされている。白色板のみ対象。交付に先立ち希望番号を募集した。 | [ 17 ]        |
| 宮城県気仙沼市                                                                                                  | 2010年8月2日                | 市名表示の左にサメの絵がデザインされている。同市がふかひれの名産地であることにちなんだもの。 | [ 18 ]        |
| 三重県四日市市                                                                                                  | 2010年8月2日                | プレートの上部に同市の鳥であるユリカモメがデザインされている。交付に先立ち希望番号を募集した。 | [ 19 ]        |
| 東京都三鷹市 | 2010年10月1日               | 宮崎駿がデザインした同市のキャラクター「Poki」がデザインされている。市制施行60周年を記念しての導入。白色板のみ対象。 | [ 20 ]        |
| 岡山県玉野市 | 2010年12月1日               | 同市のイメージキャラクター「ののちゃん」と波がデザインされている。波の部分には「ふるさとたまの!ののちゃんの街」と書かれている。 市制施行70周年を記念しての導入。緑色・水色板は対象外。交付に先立ち希望番号を募集した。 | [ 21 ]        |
| 奈良県大和郡山市                                                                                                | 2011年1月4日                | プレートの右側に金魚と桜の絵がデザインされている。白色板のみ対象。 | [ 22 ]        |
| 岡山県総社市 | 2011年1月4日                | 2種類のプレートから選択できる。1つはプレートの左側に吉備路の五重塔の絵がデザインされているもの。また、左下には「吉備のくに」と書かれている。 もう1つは同市出身の雪舟の逸話にちなむネズミの形をしているもの。こちらは市名表示の上に「雪舟の里」とある。 いずれも緑色・水色板は対象外。交付に先立ち希望番号を募集した。 | [ 23 ]        |
| 東京都荒川区 | 2011年2月19日               | 同区のキャラクター「あら坊」がデザインされている。ナンバーの横には平仮名の代わりにアルファベットのaがつけられる。 白色板のみ対象。交付に先立ち希望番号を募集した。2011年2月19日に交付されたのは希望番号のみ（交付イベントにて）。それ以外の番号（抽選での落選も含む）は同年2月21日から交付開始。 好評だったため、2014年3月17日からは、あら坊の妹「あらみぃ」を追加した新デザインのプレートを新たに交付開始。 | [ 25 ]        |
| 茨城県高萩市 | 2011年2月21日               | 同市のイメージキャラクター「はぎまろ」がデザインされている。 | [ 26 ]        |
| 新潟県三条市 | 2011年3月1日                | 市の花ヒメサユリがデザインされている。交付に先立ち希望番号を募集した。 | [ 27 ]        |
| 北海道北見市 | 2011年3月7日                | カーリングのストーンがデザインされている。 | [ 28 ]        |
| 島根県松江市 | 2011年3月22日               | 松江城がデザインされている。城の部分には「MATSUE」と書かれている。松江城築城400周年を記念しての導入。緑色・水色板は対象外。 | [ 29 ]        |
| 埼玉県加須市 | 2011年4月1日                | こいのぼりをイメージした形のデザイン。 | [ 30 ]        |
| 神奈川県南足柄市                                                                                                | 2011年4月1日                | 同市生まれとされる金太郎や、クマ、シカの絵がデザインされている。プレートの下部には背景として富士山をはじめとする山を表現する絵がある。 市名表示の上に「〜金太郎のふる里〜」と書かれている。 | [ 31 ]        |
| 新潟県十日町市                                                                                                  | 2011年4月1日                | 同市の雪まつりのイメージキャラクター「ネージュ」がデザインされている。 | [ 32 ]        |
| 山梨県韮崎市 | 2011年4月1日                | プレートの右側に同市のイメージキャラクター「ニーラ」がデザインされている。プレートの中央には虹色の尾を引く流れ星が描かれている。 | [ 33 ]        |
| 長野県松川町 | 2011年4月1日                | 名産のナシとリンゴがデザインされている。町名表示の上には「くだものの里」と書かれている。交付に先立ち希望番号を募集している。 | [ 34 ]        |
| 大阪府松原市 | 2011年4月1日                | 市制施行55周年を記念しての導入。松原市の「M」の字型のプレートに同市イメージキャラクターの「マッキー」が描かれている。 | [ 35 ]        |
| 熊本県菊池市 | 2011年4月1日                | 市内を流れる菊池川と木の葉の絵がデザインされている。 | [ 36 ]        |
| 香川県宇多津町                                                                                                  | 2011年4月5日                | うたづ海ホタルのイメージキャラクター「うーみん」の形のデザイン。町名表示の左にもうーみんの絵がある。 緑色・水色板は対象外。交付に先立ち希望番号を募集している。 | [ 37 ]        |
| 鳥取県北栄町 | 2011年5月24日               | 同町出身の漫画家青山剛昌の『名探偵コナン』の絵がデザインされている。 | [ 38 ]        |
| 兵庫県神戸市 | 2011年6月1日                | 神戸港の波と六甲山の稜線を背景に神戸ポートタワーがデザインされている。 | [ 39 ]        |
| 岐阜県関市 | 2011年7月1日                | 同市のイメージキャラクター「関*はもみん」がデザインされている。市名表示は「刃物のまち関市」（「刃物のまち」の部分が小さい）。 緑色・水色板は対象外。希望番号を導入予定。 | [ 40 ]        |
| 茨城県石岡市 | 2011年9月1日                | プレートの右側に常陸國總社宮大祭のシンボルである獅子頭の絵がデザインされている。 当面は白色板のみ対象。交付に先立ち希望番号を募集した。 | [ 41 ]        |
| 千葉県香取市 | 2011年9月1日                | プレートの右側に伊能忠敬のシルエットがデザインされている。 | [ 42 ]        |
| 兵庫県姫路市 | 2011年9月1日                | プレートの右側に市のマスコットキャラクター「しろまるひめ」がデザインされている。 | [ 43 ]        |
| 埼玉県新座市 | 2011年9月1日                | 市政施行40周年を記念して一般公募により誕生した同市イメージキャラクター「ゾウキリン」のデザインと、雑木林と市内を流れる野火止用水のせせらぎが表現されている。 緑色・水色板は対象外。 | [ 44 ]        |
| 愛知県豊橋市 | 2011年9月9日                | 同市のマスコットキャラクター「トヨッキー」がデザインされている。 | [ 45 ]        |
| 大阪府東大阪市                                                                                                  | 2011年9月10日               | プレート全体にわたってラグビーボールがデザインされている。これに伴い、プレートの下部が丸みを帯びている。 プレートの右上には同市で作られた人工衛星であるまいど1号が描かれている。 緑色・水色板は対象外。交付に先立ち2011年9月10日のセレモニーの後、臨時窓口を開設して交付。 同年9月12日から通常交付開始。 | [ 46 ]        |
| 千葉県君津市 | 2011年9月15日               | 同市のキャラクター「きみぴょん」がデザインされている。通常の市名表示の上に「Kimitsu City」と表示されている。白色板のみ対象。 2011年9月15日に交付されたのは希望番号のみ（交付イベントにて）。それ以外の番号（抽選での落選も含む）は同年9月16日から交付開始。 | [ 47 ]        |
| 埼玉県所沢市 | 2011年10月3日               | 飛行機をベースとした同市のシンボルマークがデザインされている。航空発祥100周年を記念しての導入。 緑色板は対象外。 | [ 48 ]        |
| 東京都青梅市 | 2011年10月3日               | 同市に記念館がある赤塚不二夫のキャラクターがデザインされている。2000枚限定。 イヤミ、ニャロメがデザインされたものが1000枚ずつの予定。 白色板のみ対象。市制施行60周年を記念しての導入。 | [ 49 ]        |
| 奈良県五條市 | 2011年10月3日               | 金剛山・吉野連山の山並みを背景に、収穫量日本一の柿と、“五條のやな漁”が行われる清流吉野川と鮎がデザインされている。 | [ 50 ]        |
| 福井県越前市 | 2011年10月3日               | 越前打刃物をモチーフとしたデザインがされている。公募により選ばれた。 | [ 51 ]        |
| 青森県三沢市 | 2011年10月4日               | 同市からワシントン州ウェナッチ市まで太平洋無着陸飛行に成功した飛行機ミス・ビードル号。太平洋無着陸飛行80周年を記念して導入。原動機付自転車第一種のナンバープレートにミス・ビードル号と太平洋が描かれたデザインとなっている。 | [ 52 ]        |
| 北海道美瑛町 | 2011年10月11日              | 丘をイメージしたイラストがデザインされている。 | [ 53 ]        |
| 埼玉県本庄市 | 2011年10月21日              | 同市マスコットキャラクター「はにぽん」がデザインされている。白色板のみ対象。 | [ 54 ]        |
| 石川県小松市 | 2011年11月1日               | 歌舞伎の隈取と「こまつ」の文字を組み合わせたデザインがされている。 | [ 55 ]        |
| 愛媛県今治市 | 2011年11月1日               | しまなみ海道をあしらったデザイン。作成は6000枚で、緑色・水色板は対象外。従来の標識も選択可。 | [ 56 ]        |
| 大阪府交野市 | 2011年11月1日               | 交野市ゆるキャラ「おりひめちゃん」をモチーフとしてデザインされた。限定2000枚で番号が交付された。 | [ 57 ]        |
| 鹿児島県天城町                                                                                                  | 2011年11月1日               | 町制施行50周年を記念して導入。町の特産であるサトウキビと、伝統文化である闘牛がデザインされている。限定100枚で番号を交付。白色板のみ対象。 | [ 58 ]        |
| 山梨県笛吹市 | 2011年11月1日               | 桃、葡萄、温泉の湯煙、笛吹川の清流がデザインされている。緑色・水色板は対象外。 | [ 59 ]        |
| 石川県野々市市                                                                                                  | 2011年11月11日              | 市制施行記念。市の花であるツバキをデザイン。 | [ 60 ]        |
| 香川県小豆島町                                                                                                  | 2011年12月1日               | 瀬戸内海に浮かぶ小豆島と特産のオリーブをデザイン。 白色板のみで、当分の間は従来の標識も選択可。ナンバー1 - 100は希望番号を事前募集。 | [ 61 ] [ 62 ] |
| 兵庫県川西市 | 2011年12月1日               | 同市のゆるキャラ「きんたくん」、市の花リンドウと猪名川の流れがデザインされている。 | [ 63 ]        |
| 福島県西会津町                                                                                                  | 2011年12月1日               | 同町のイメージキャラクター「こゆりちゃん」と町の花オトメユリのデザインが公募により選ばれた。福島県初の導入。 | [ 64 ]        |
| 東京都八王子市                                                                                                  | 2011年12月15日              | 「世界に誇る観光地高尾山」の一文が入り、高尾山の夏山と紅葉、電車をデザイン。従来の標識も選択可。 | [ 65 ] [ 66 ] |
| 埼玉県横瀬町 | 2011年12月15日              | 同町のイメージキャラクター「ブコーさん」がデザインされている。白色板のみ対象。 | [ 67 ]        |
| 石川県輪島市 | 2011年12月20日              | 公募により選ばれた、輪島塗の椀をイメージしたデザインがされている。 | [ 68 ]        |
| 愛媛県砥部町 | 2012年1月4日                | 同町の特産品である砥部焼の丼とイメージキャラクター「とべっち」がデザインされ、名誉町民坂村真民の詩『念ずれば花ひらく』が書かれている。白色板のみ対象。 | [ 69 ]        |
| 徳島県徳島市 | 2012年1月4日                | 阿波踊りの高張提灯をかたどり、男踊りと女踊りを配したデザイン。 | [ 70 ]        |
| 三重県鳥羽市 | 2012年1月4日                | 同市の特産品である真珠とマリンターミナルをイメージしたデザインがされている。 緑色・水色板は対象外。交付に先立ち希望番号を募集した。 | [ 71 ] [ 72 ] |
| 鹿児島県南種子町                                                                                                | 2012年1月10日               | 町のシンボルであるロケットと、海と空の青、自然の緑、思いやりの赤を使ってデザインされている。水色板は対象外。 | [ 73 ]        |
| 熊本県人吉市 | 2012年1月11日               | 同市の伝統工芸品である花手箱（ツバキ）がデザインされている。市制施行70周年を記念しての導入。限定500枚で番号が交付された。白色板のみ対象。 | [ 74 ]        |
| 埼玉県さいたま市                                                                                                | 2012年1月11日               | 同市のキャラクター「つなが竜ヌゥ」と各区の花（区により異なる）がデザインされている。緑色・水色板は対象外。 | [ 75 ] [ 76 ] |
| 沖縄県南城市 | 2012年2月1日                | ハートをアレンジした形のデザイン。プレート右上には同市のロゴマーク「ハート」とイメージキャラクター「なんじぃ」がデザインされている。緑色・水色板は対象外。 | [ 77 ]        |
| 埼玉県美里町 | 2012年4月2日                | 同町のマスコットキャラクター「ミムリン」がデザインされている。白色板のみ対象。 | [ 78 ]        |
| 埼玉県上里町 | 2012年4月2日                | 同町のマスコットキャラクター「こむぎっち」がデザインされている。白色板のみ対象。1000枚限定。 | [ 79 ]        |
| 神奈川県厚木市                                                                                                  | 2012年4月2日                | 同市マスコットキャラクター「あゆコロちゃん」のイラスト（3種類）をシール化したものを既存のナンバープレートに貼り付ける形で交付する。 | [ 80 ]        |
| 愛知県岩倉市 | 2012年4月2日                | 同市のイメージキャラクター「い〜わくん」がデザインされている。緑色・水色板は対象外。1000枚限定。 | [ 81 ]        |
| 大阪府大阪狭山市                                                                                                | 2012年4月2日                | 同市のマスコットキャラクター「さやりん」がデザインされている。 | [ 82 ]        |
| 佐賀県鳥栖市 基山町                                                                                             | 2012年2月1日                | 公募により集まった中から選ばれたデザインで、鳥栖市のキャラクター「とっとちゃん」と基山町の「きやまん」が描かれている。 佐賀県初の導入。緑色・水色板は対象外。交付に先立ち希望番号を募集した。 | [ 83 ]        |
| 北海道新ひだか町                                                                                                | 2012年2月1日                | サクラと馬がデザインされている。白色板のみ対象。先着200枚限定。 | [ 84 ]        |
| 徳島県石井町 | 2012年3月19日               | 誕生1周年である同町イメージキャラクター「ふじっこちゃん」がデザインされている。 | [ 85 ]        |
| 東京都小平市 | 2012年3月26日               | 同市のキャラクター「ぶるべー」とFC東京のチームマスコット「東京ドロンパ」のイラストがデザインされている。市制施行50周年を記念しての導入。 作成は白色板が1500枚、黄色板・桃色板が各300枚で、緑色・水色板は対象外。 | [ 86 ]        |
| 福井県勝山市 | 2012年4月2日                | 同市が恐竜渓谷ふくい勝山ジオパークに指定されていることから、恐竜の形のデザイン。市名表示は「恐竜日本一勝山市」（「恐竜日本一」の部分が小さい。 白色板のみ。交付に先立ち希望番号を募集した。 | [ 87 ]        |
| 愛知県知立市 | 2012年4月2日                | 市の花カキツバタがデザインされている。 | [ 88 ]        |
| 三重県伊賀市 滋賀県甲賀市                                                                                       | 2012年4月2日                | 両市の共通の特色である「忍者」をテーマに巻物と忍者がデザインされている。緑色・水色板は対象外。 | [ 89 ] [ 90 ] |
| 愛媛県宇和島市                                                                                                  | 2012年4月2日                | 宇和島地方の祭りの主役である「牛鬼」がデザインされている。白色板のみ対象。交付に先立ち希望番号を募集した。 | [ 91 ]        |
| 熊本県大津町 | 2012年4月2日                | 同町のキャラクター「からいもくん」のイラストがデザインされている。同町と特産品であるからいもをPRするために導入。 | [ 92 ]        |
| 島根県安来市 | 2012年4月9日                | 同市のマスコットキャラクター「あらエッサくん」と豆絞りがデザインされている。緑色板は対象外。 | [ 93 ]        |
| 埼玉県三郷市 | 2012年5月1日                | 同市のイメージキャラクター「かいちゃん&つぶちゃん」がデザインされている。市名表示の上に田園都市を現す水と緑の波線が入る。 限定2000枚を希望者に交付する予定だが、好評であれば継続が見込まれている。 | [ 94 ]        |
| 千葉県船橋市 | 2012年5月1日 （船の絵）     | 船と橋がデザインされている。交付に先立ち希望番号を募集した。 | [ 95 ]        |
| 千葉県船橋市 | 2016年9月21日 （ジェッツ）  | 千葉ジェッツ（当時、2017年シーズン以降千葉ジェッツふなばしに改称）のマスコットキャラクター「ジャンボくん」がデザインされている。白色板1500枚、黄色板500枚、桃色板1000枚の限定交付で緑色・水色板は対象外。 | [ 96 ]        |
| 群馬県みどり市                                                                                                  | 2012年6月1日                | ご当地ナンバーの導入が決定されている。 デザインは桐生大学短期大学部アート・デザイン学科の学生を対象に作品を募集。 | [ 97 ]        |
| 福岡県大野城市                                                                                                  | 2012年6月1日                | 四王寺山の山並みと大野城の石垣をイメージしたデザイン。プレート右下に同市の花であるキキョウ、左下に同市のイメージキャラクター「大野ジョー」の絵がある。市名表示の下に「古代の歴史息づくまち里」とある。緑色・水色板は対象外。交付に先立ち希望番号を募集している。 | [ 98 ]        |
| 大阪府堺市 | 2012年7月2日                | 古墳をイメージした形のデザイン。プレート右下に旧堺燈台の絵がある。緑色板は対象外。 | [ 99 ]        |
| 福島県会津若松市                                                                                                | 2012年8月1日                | プレートの右側に同市の観光キャラクター「お城ボくん」の絵がデザインされている。 プレートの下には「SAMURAI CITY」と書かれている。会津復興事業の一環としての導入。 | [ 100 ]       |
| 大阪府摂津市 | 2012年8月25日               | 新幹線0系がデザインされている。さまざまな乗り物が行き交う市内の情景から、「まちを駆け抜ける」というコンセプトのもとにデザインされた。 | [ 101 ]       |
| 香川県丸亀市 | 2012年10月1日               | 2種類のプレートから選択できる。1つはプレートの右側に丸亀城の絵がデザインされているもの。もう1つはプレートの左上に丸亀うちわの絵がデザインされているもの。なお、従来の標識も選択可。白色板のみ対象。 | [ 102 ]       |
| 埼玉県川越市 | 2012年12月3日               | 蔵造りの町並みと川越市のマスコットキャラクター「ときも」をデザイン。 緑色・水色板は対象外。 | [ 103 ]       |
| 京都府宮津市 | 2012年12月5日               | 日本三景「天橋立」がデザインされている。市名表記は「日本三景・天橋立宮津市」（「日本三景・天橋立」の部分が小さい）。天橋立の世界遺産登録を目指し地域の気運を高め、天橋立をPRすることを目的として導入。緑色・水色板は対象外。従来の標識も選択可。 | [ 104 ]       |
| 静岡県浜松市 | 2013年1月4日                | バイクがデザインされている。本田技研工業の創業者本田宗一郎が磐田郡光明村（現・天竜区）の出身であり、スズキの創業者鈴木道雄は生涯を浜松市で（浜名郡芳川村（現・中央区）生まれ、浜松市（現・中央区）で逝去）過ごし、ヤマハ発動機の創業者で日本楽器製造（現・ヤマハ）第4・6代社長の川上源一も浜名郡豊西村（現・中央区）で生まれ、浜松市で逝去しており、現在も本田技研工業・浜松工場が中央区高丘町、スズキの本社が中央区高塚町にあり、国産バイク発祥の地『バイクのふるさと浜松』をPRするために作成された。緑色・水色板は対象外。 | [ 105 ]       |
| 広島県呉市 | 2013年1月7日                | 船をイメージしたデザイン。プレートの右下に松本零士がデザインした人型の錨と松本さんのサインが、市名表示の上には「大和のふるさと」と書かれている。市制110周年記念事業の一環としての導入。緑色・水色板は対象外。 | [ 106 ]       |
| 青森県三戸町 | 2013年4月1日                | 同町出身の漫画家馬場のぼるの絵本シリーズ『11ぴきのねこ』のキャラクターがデザインされている。白色板のみ対象。非定形型プレートの導入は北東北3県では初。 | [ 107 ]       |
| 秋田県大館市 | 2013年4月1日                | 鳳凰山と大文字焼きを背景に、同市で生まれた忠犬ハチ公を右側に配している。 | [ 108 ]       |
| 茨城県土浦市 | 2013年4月1日                | 霞ヶ浦を背景に、花火、市章、そして同市のイメージキャラクター「つちまる」がデザインされている。 | [ 109 ]       |
| 茨城県水戸市 | 2013年5月1日                | わらつと納豆の形をイメージしたデザイン。プレートには水戸の街並のシルエットと、水戸市のマスコットキャラクター「みとちゃん」があしらわれている。 緑色・水色板は対象外。 | [ 110 ]       |
| 秋田県横手市 | 2013年6月3日                | 白鳥と多数のかまくらがデザインされている。公募により集まった中から選ばれた。白色板のみ対象。 | [ 111 ]       |
| 岩手県奥州市 一関市 金ケ崎町 平泉町                                                                             | 2013年7月1日                | 古都平泉をイメージしたデザイン。プレートには中尊寺金色堂のシルエットや古代ハスなどがあしらわれている。 奥州藤原文化圏である岩手県南の胆江・両磐4市町を対象としている。 「平泉―仏国土（浄土）を表す建築・庭園及び考古学的遺跡群―」の世界遺産登録2周年を記念しての導入。 | [ 112 ]       |
| 茨城県鹿嶋市 | 2013年8月1日                | 同市を中心にホームタウンとするJリーグ・鹿島アントラーズのマスコットキャラクター「しかお」がデザインされている。緑色板は対象外。 | [ 113 ]       |
| 宮城県松島町 | 2013年8月1日                | 景勝地・松島の海の風景と重要文化財である五大道のイメージデザインを取り入れたデザインがなされている。 | [ 114 ]       |
| 石川県金沢市 | 2013年8月1日                | 冬の風物詩である「雪吊り」と加賀藩前田家の「梅鉢紋」を雪に見立てたデザイン。緑色板・水色板は対象外。 | [ 115 ]       |
| 東京都町田市 | 2013年9月2日                | 同市の名所・薬師池公園をテーマに据えに、ランドマークである薬師池と池に掛かるたいこ橋、ツバキの花と市の鳥であるカワセミがデザインされている。右下には「薬師池公園」という言葉も書かれている。緑色・水色板は対象外で、従来の標識も選択可。 | [ 116 ]       |
| 神奈川県湯河原町                                                                                                | 2013年9月2日                | 同町内外で活動しているマスコットキャラクター「ゆがわら戦隊 ゆたぽんファイブ」をメインに、温泉・海・紅葉・みかん・梅の花がデザインされている。「四季彩のまち」という言葉も書かれている。 | [ 117 ]       |
| 和歌山県和歌山市                                                                                                | 2013年11月1日               | 和歌山城に和歌山マリーナシティが描かれ、自然の豊かさを緑色と水色で表現されている。 | [ 118 ]       |
| 鳥取県琴浦町 | 2013年12月9日               | 同町がキャラクター名の由来となった漫画『琴浦さん』（えのきづ作）の主人公・琴浦春香がデザインされる。白色・緑色板のみ対象。 | [ 119 ]       |
| 神奈川県伊勢原市                                                                                                | 2013年12月10日              | 同市のキャラクター、大山こまをかぶった「クルリン」がデザインされている。 | [ 120 ]       |
| 福島県須賀川市                                                                                                  | 2014年1月6日                | 同市出身でウルトラマンの生みの親である映画監督の円谷英二にちなみ、ウルトラマンの変身シーンがデザインされている。市政施行60周年を記念して導入された。緑色・水色板は対象外。従来の標識も選択可。 なお、ウルトラマンの出身地・M78星雲にちなみ「78」は欠番とされた。 | [ 121 ]       |
| 神奈川県鎌倉市                                                                                                  | 2014年1月6日                | 鎌倉市と藤沢市を走る江ノ島電鉄（江ノ電）が海の見える踏切を走っている姿がデザインされている。色は「白」、「黄色」、「ピンク」の3種類がある。 | [ 122 ]       |
| 神奈川県箱根町                                                                                                  | 2014年3月25日               | 芦ノ湖を中心に同町の名所をイラスト化した「HAKONE」と、同町が舞台のモデルとなったアニメ『新世紀エヴァンゲリオン』に登場する人型兵器・エヴァンゲリオン初号機のシルエットが描かれた「エヴァンゲリオン」の2種類がある。両方とも緑色板は対象外。 | [ 123 ]       |
| 千葉県佐倉市 | 2014年4月1日                | 同市在住の漫画家モンキー・パンチの『ルパン三世』の絵がデザインされている。市政施行60周年を記念して導入。限定3000枚を希望者に交付。 プレートは反射材で加工され、車などの前照灯が当たると絵が光り、テレビアニメオープニングのサーチライトの光に照らされる状況が再現される。平仮名は「る」のみ。 緑色板は対象外。従来の標識も選択可。交付に先立ち希望番号を募集している。 | [ 124 ]       |
| 青森県八戸市 | 2014年4月1日                | うみねこと蕪島神社、種差海岸をデザイン。 緑色板・水色板は対象外 | [ 125 ]       |
| 青森県鶴田町 | 2014年7月1日                | マスコットキャラクター「つるりん」と岩木山、津軽富士見湖の鶴の舞橋をデザイン。 津軽地方初の導入。 | [ 126 ]       |
| 東京都府中市 | 2014年7月28日               | 同市在住の漫画家板垣恵介の『刃牙道』の主人公である範馬刃牙の顔の絵がデザインされている。市政施行60周年を記念して導入。限定600枚を希望者に交付。ナンバーは3桁で、先頭に刃牙（Baki）の頭文字である「B」がつく。 | [ 127 ]       |
| 広島県広島市 | 2014年8月1日                | 平和の象徴である鳩をモチーフにしたデザイン。目の部分がネジ穴となっている。 緑色板は対象外。 | [ 128 ]       |
| 神奈川県茅ヶ崎市                                                                                                | 2014年10月1日               | カモメと湘南の海と自転車とサーフボードとゆるキャラが描かれたデザインになっている。 | [ 129 ]       |
| 静岡県藤枝市 | 2014年11月11日              | 藤の花が咲くグラウンドとサッカーボールがデザインされている。市政施行60周年を記念してデザインを募集した。緑色・水色板は対象外。 | [ 130 ]       |
| 神奈川県大磯町                                                                                                  | 2014年12月1日               | かぶと岩&「いそべぇ・あおみ」がデザインされている。プレートに書かれている地名はひらがなになっている。色は「白」、「黄色」、「ピンク」の3種類ある。 | [ 131 ]       |
| 神奈川県座間市                                                                                                  | 2015年4月1日                | 同市のキャラクター「ざまりん」と大凧がデザインされている。 | [ 132 ]       |
| 千葉県芝山町 | 2015年4月1日                | 同町のキャラクター「しばっこくん」がデザインされている。町制施行60周年を記念して導入。緑色・水色板は対象外。 | [ 133 ]       |
| 高知県土佐町 | 2015年4月1日                | アーティストの川原将太により同町特産品の土佐あかうしがデザインされている。高知県で4番目の導入。白色板のみ対象。 | [ 134 ]       |
| 福岡県芦屋町 | 2015年4月1日                | 同町のイメージキャラクター「アッシー」と洞山のシルエットがデザインされている。 | [ 135 ]       |
| 大分県九重町 | 2015年4月1日                | 同町のイメージキャラクター「ミヤちゃん」と九重"夢"大吊橋、九重連山、町の花ミヤマキリシマがデザインされている。白色板のみ対象。 | [ 136 ]       |
| 愛媛県新居浜市                                                                                                  | 2015年7月1日                | 同市観光大使の近藤勝也により、太鼓台をモチーフとして房と装飾に用いられる竜がデザインされている。緑色・水色板は対象外。 | [ 137 ]       |
| 愛知県新城市 | 2015年10月1日               | 「桜の名所」「三河の嵐山」として知られる桜淵県立自然公園がデザインされている。合併市制10周年を記念してデザインを募集した。緑色・水色板は対象外。 | [ 138 ]       |
| 広島県三原市 | 2015年12月1日               | 三原市には広島空港があるので、飛行機が左上にデザインされている。そして三原城の石垣もデザインされている。 | [ 139 ]       |
| 岡山県岡山市 | 2016年1月18日 （桃太郎）    | プレート左上に「晴れの国岡山」にちなんで太陽、プレート下側に右から桃太郎・イヌ・サル・キジがそれぞれデザインされている。白色板のみ対象。 | [ 140 ]       |
| 岡山県岡山市 | 2016年1月18日 （岡山城）    | プレート左側に岡山城、「岡山市」の左上部に丹頂鶴がデザインされている。白色板のみ対象。 | [ 140 ]       |
| 岡山県岡山市 | 2019年2月4日 （マスコット） | 同市を本拠地にしているVリーグ・岡山シーガルズのマスコットキャラクター「ウィンディー」がプレート左上部、同市にホームスタジアムがあるJリーグ・ファジアーノ岡山のマスコットキャラクター「ファジ丸」がプレート右下部、「岡山市」の上側に両チームのロゴタイプがデザインされている。緑色・水色板は対象外。 | [ 141 ]       |
| 静岡県静岡市 | 2016年3月1日                | 同市をホームタウンとするJリーグ・清水エスパルスマスコットキャラクターのパルちゃんが右にデザインされている。下部にサッカー場をイメージする芝もデザインされている。「静岡市」の上部には「サッカーのまち」と表示。緑色・水色板は対象外。 | [ 142 ]       |
| 東京都大田区 | 2016年4月1日                | 大田区には羽田空港があるので、飛行機が上部右寄りにデザインされている。また、テレビドラマ『下町ボブスレー』の舞台が大田区であることから左下にボブスレーがデザインされている。 | [ 143 ]       |
| 鳥取県境港市 | 2016年11月30日              | 同市出身の漫画家水木しげるの『ゲゲゲの鬼太郎』の絵がデザインされている。色は「白色」、「黄色」、「桃色」の3種類がある。 | [ 144 ]       |
| 大阪府和泉市 | 2017年1月6日                | 和泉市のイメージキャラクター「コダイくん」と「ロマンちゃん」と池上曽根遺跡がモチーフ。土器や青銅器・鉄器・木製品、稲作の豊穣などが描かれている。 | [ 145 ]       |
| 岩手県北上市 | 2020年10月12日              | 北上市の2021年周年記念事業として交付。「珊瑚橋」と「桜」、民俗芸能「鬼剣舞」をイメージしたマスコットキャラクター「おに丸くん」をデザインとして盛り込んでいる。白色板は320枚、黄色板は60枚、桃色板は120枚の限定交付で緑色・水色板は対象外。 | [ 146 ]       |